# Bardoka

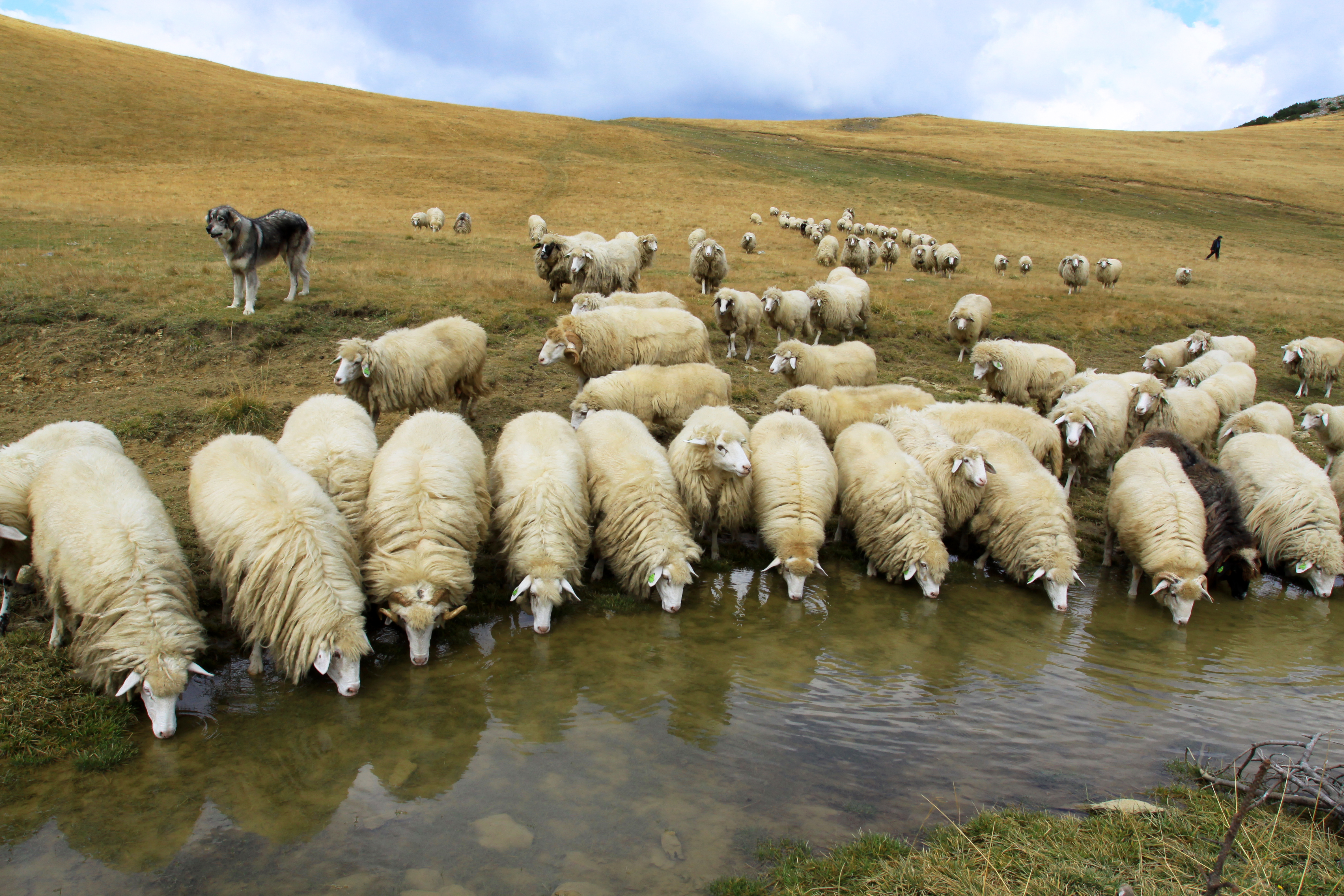
Een kudde (bardoka)schapen in Kosovo

De bardoka (Albanees: Bardhoka) is een schapenras uit Kosovo. In Kosovo is het schapenras ongekend populair, maar ook in buurlanden Albanië, Montenegro en Servië komt de bardoka op grote schaal voor. De bardoka kan zich goed aan lage temperaturen aanpassen. Zowel de rammen als de ooien hebben hoorns. De bardoka wordt voor de wol, het vlees en in de productie van schapenmelk gebruikt. 